# Commanders Field

Voormalig logo

Commanders Field, of voorheen FedEx Field is een American football-stadion in Prince George's County (Maryland, Verenigde Staten), ten oosten van Washington D.C. Het stadion opende zijn deuren in 1997. Vaste bespelers zijn de Washington Commanders. De capaciteit is in 2011 teruggeschroefd van 91.704 plaatsen naar 82.000. Vanaf 2023 bedraagt dit aantal 65.000.